# Bad Kötzting
Bad Kötzting város Németországban, azon belül Bajorországban. Lakosainak száma 7493 fő (2023. december 31.). Bad Kötzting Viechtach és Arrach községekkel határos.

## Népesség
A település népessége az elmúlt években az alábbi módon változott:
| Lakosok száma | 1559 | 3190 | 5999 | 6805 | 7133 | 7203 | 7462 | 7443 | 7346 | 7493 |
|               | 1875 | 1950 | 1975 | 1987 | 2012 | 2014 | 2016 | 2017 | 2021 | 2023 |

## Fekvése
Chamtól keletre fekvő település.

## Története
Bad Kötzting nevét 1085-en említették először az oklevelekben „Khoszt Ingen” néven. 1260-ban Kötzting elnyerte az vásártartási jogot, amelyet 1344-ben Bajor Lajos német-római császár is megerősített.

## Galéria

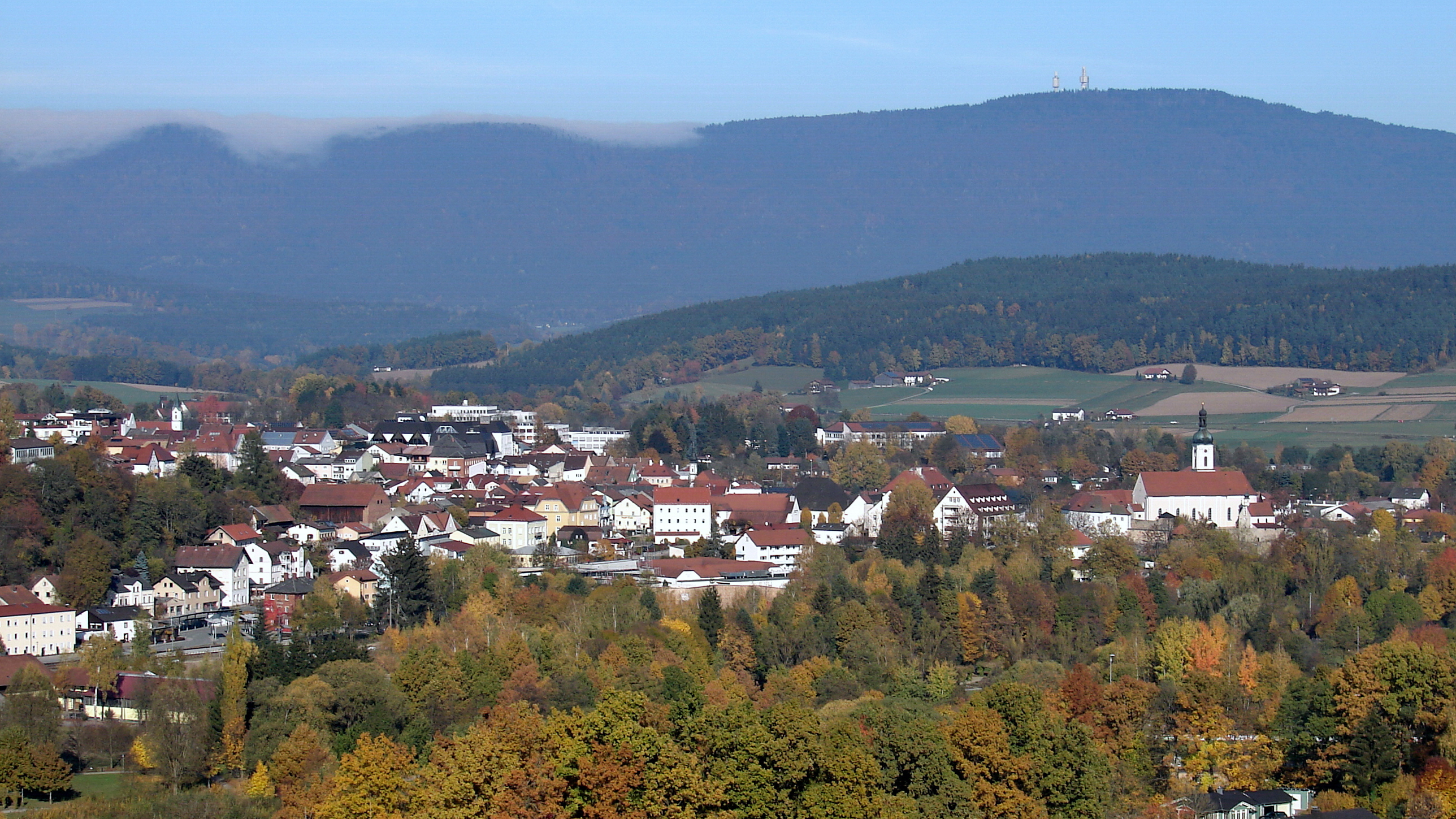
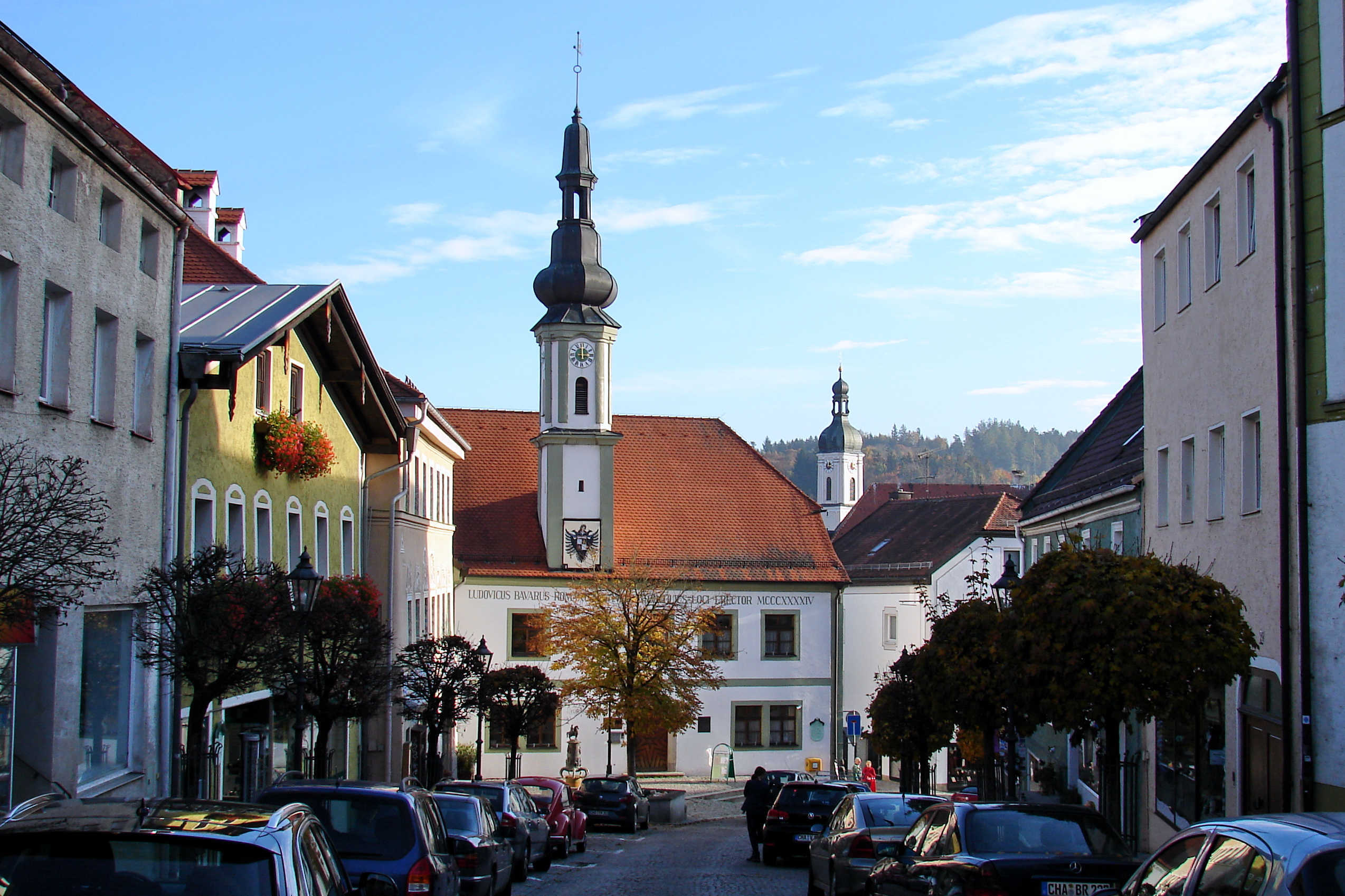
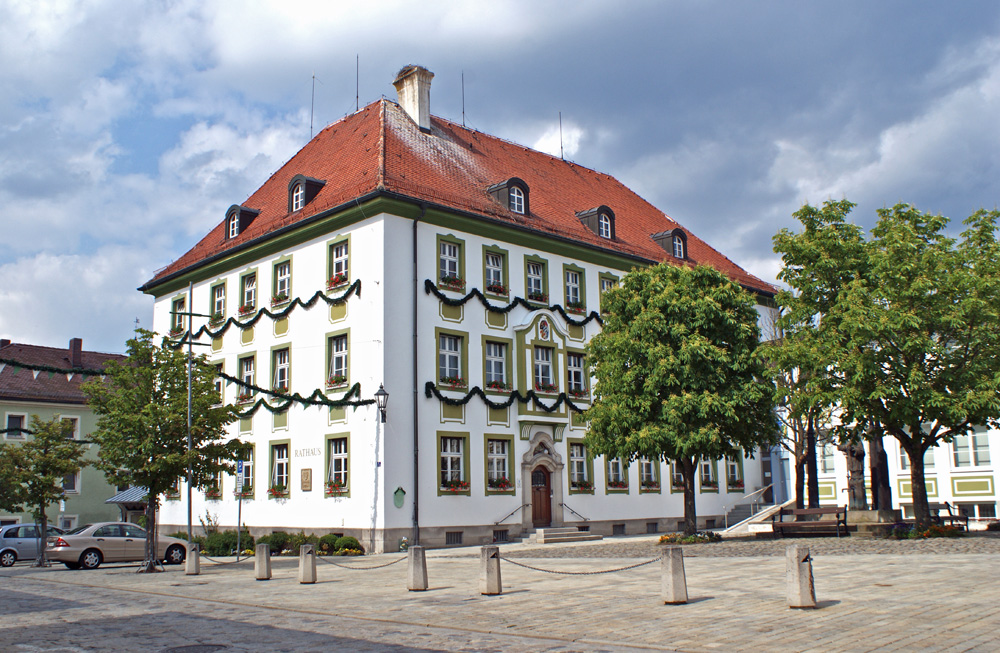
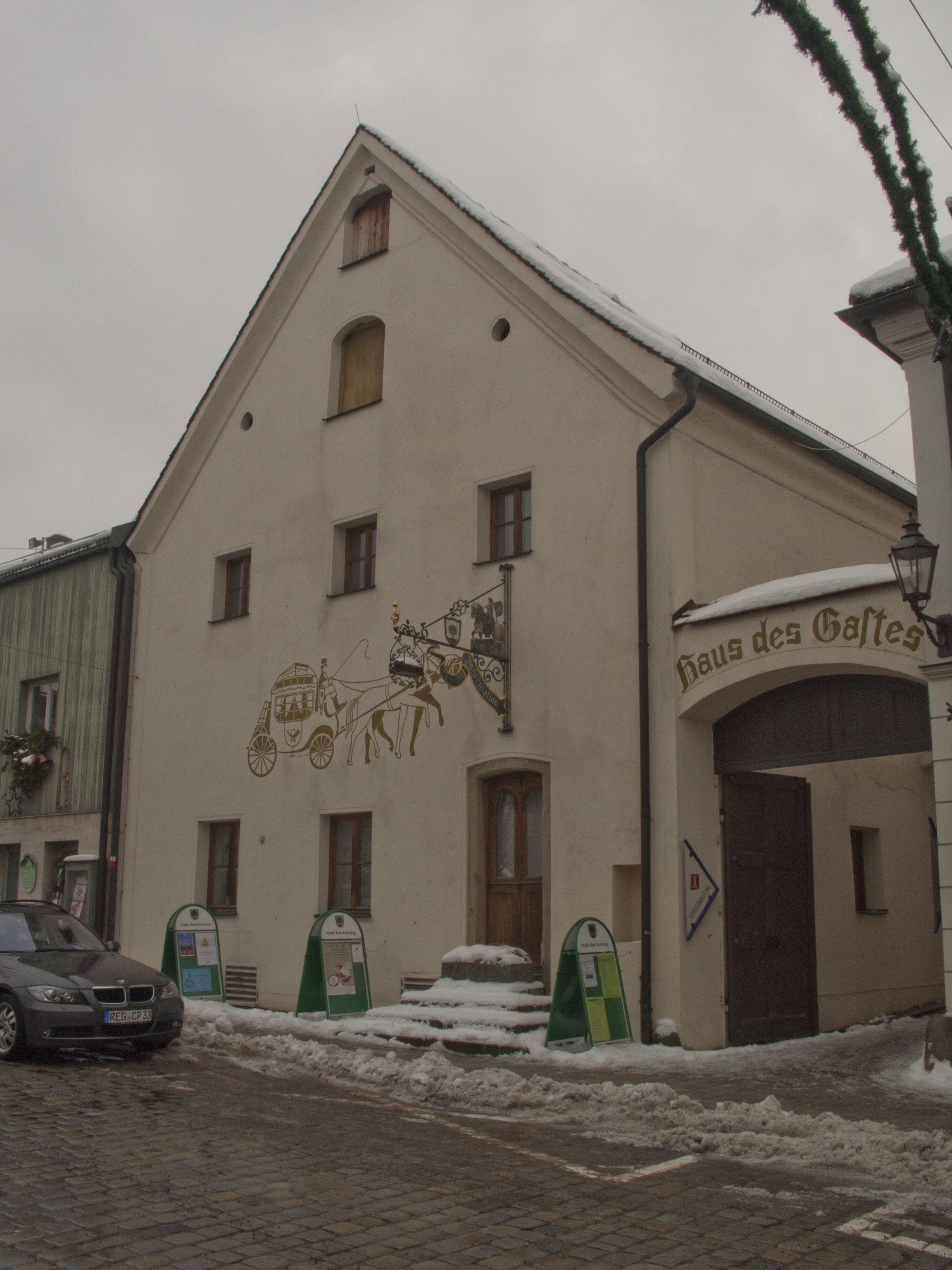
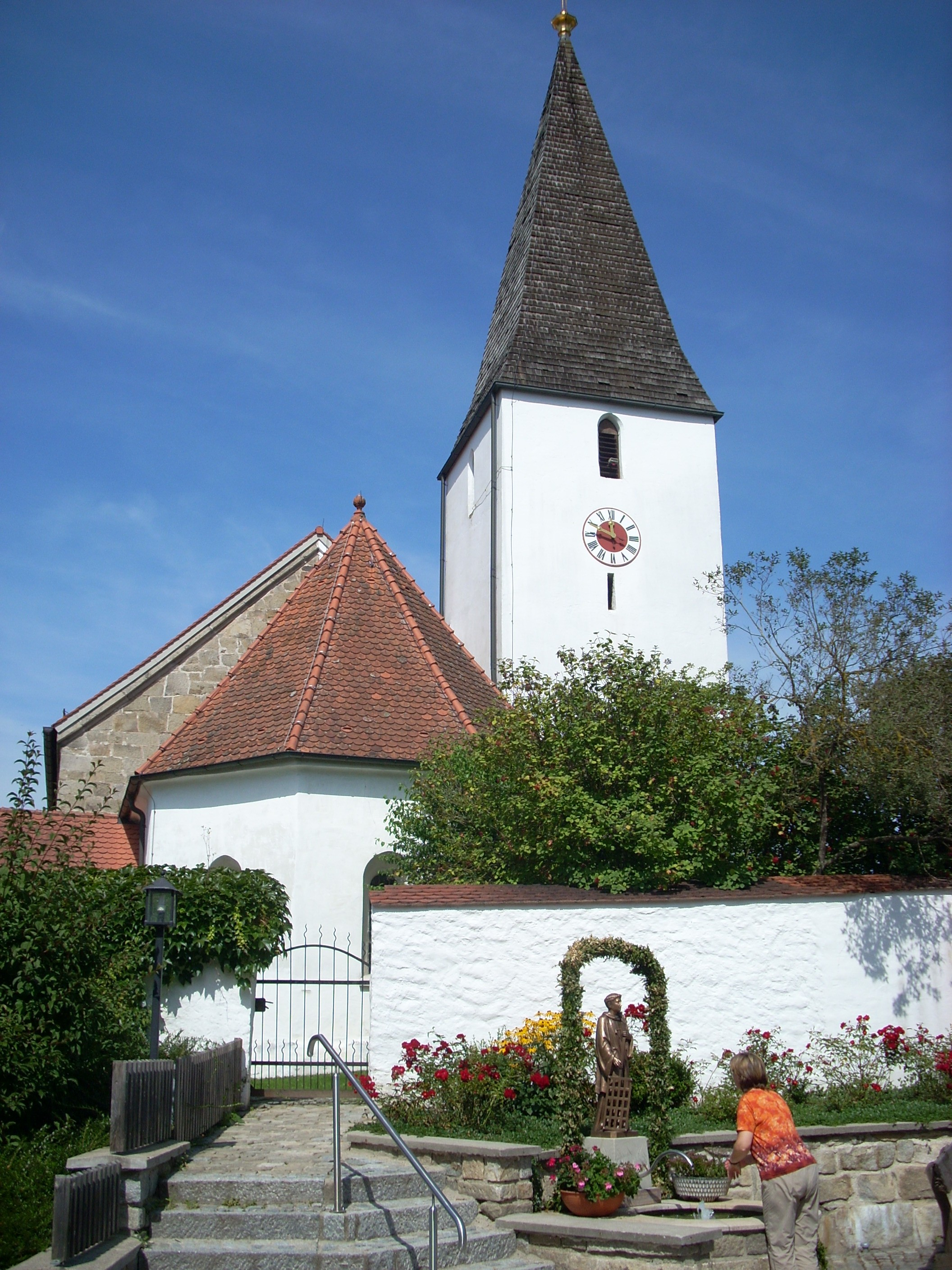
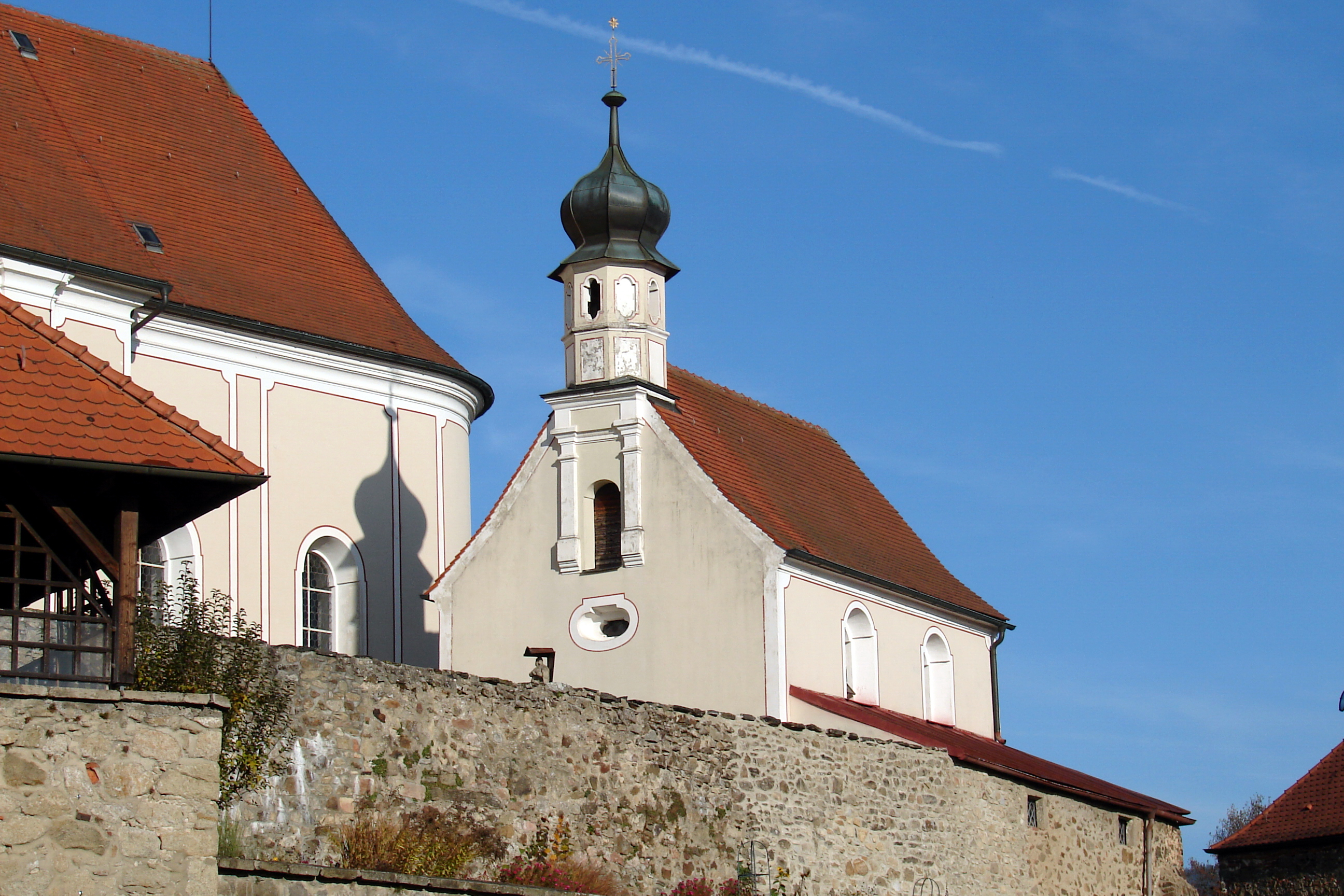
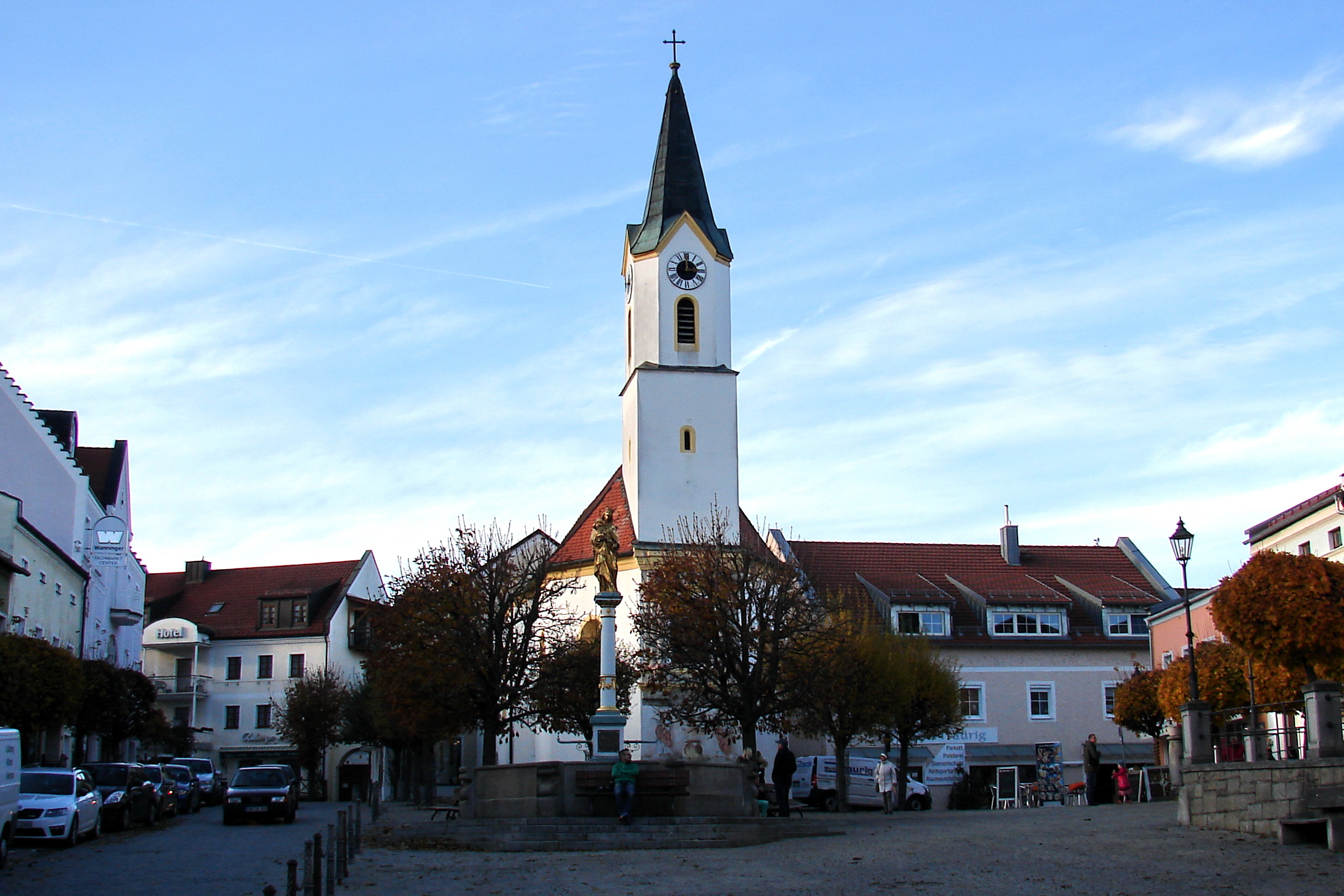
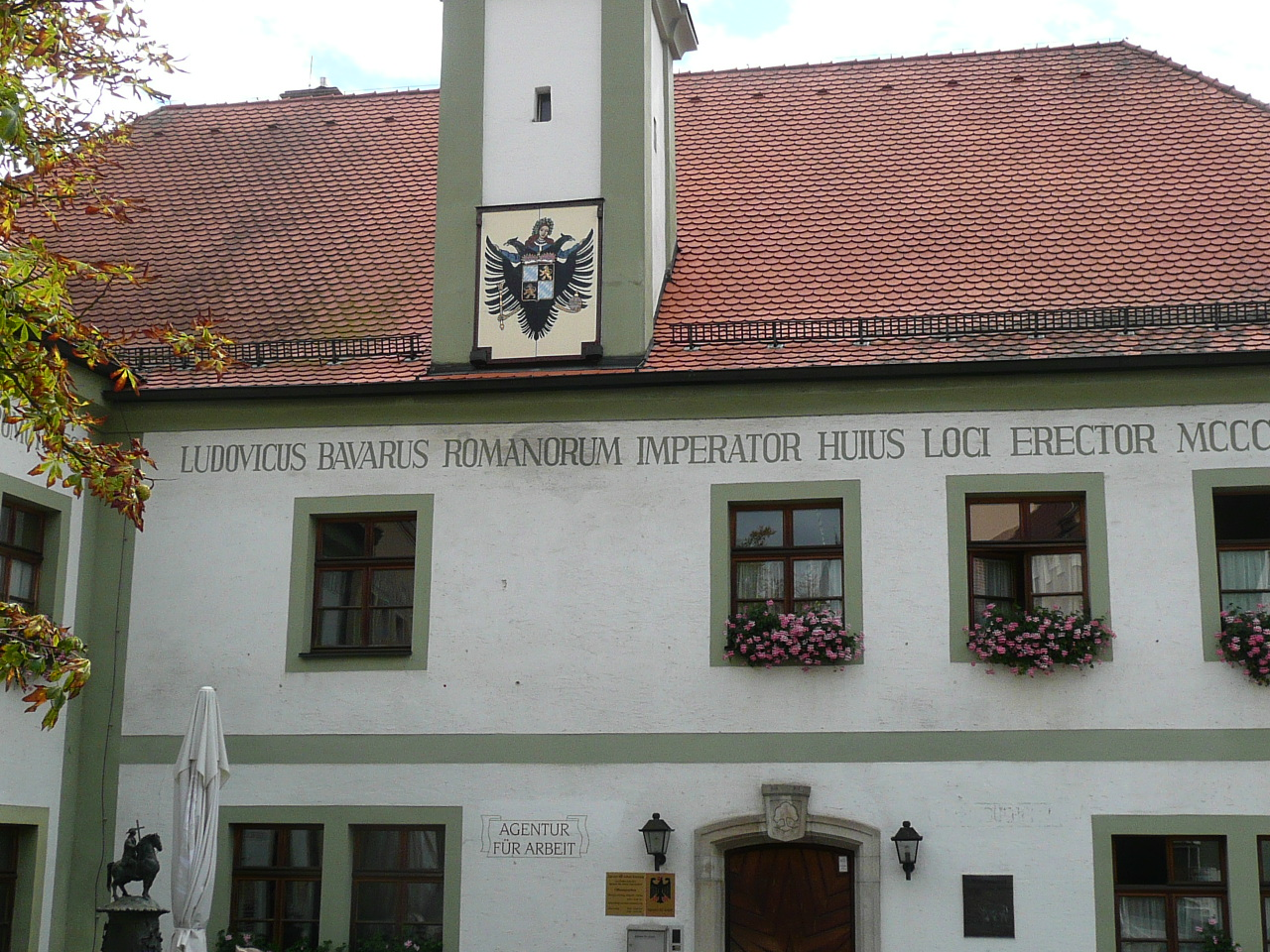
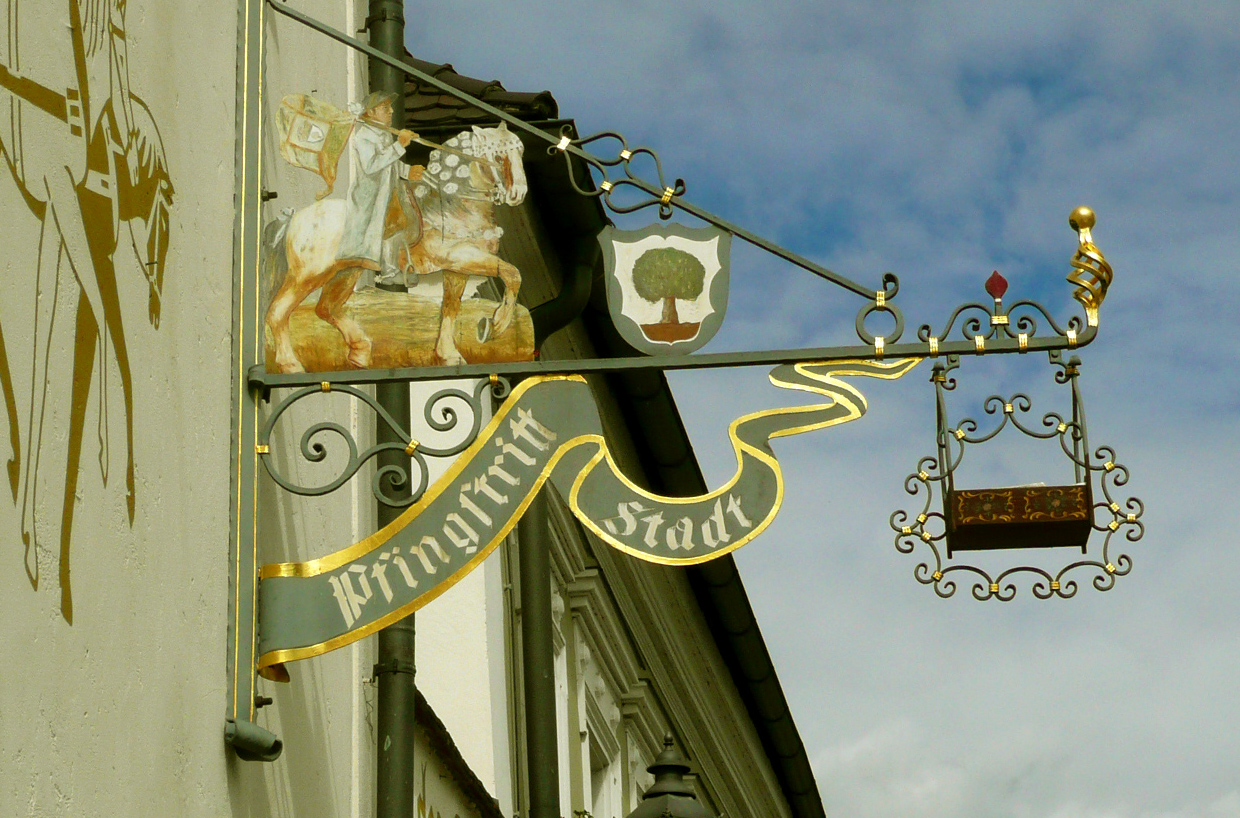
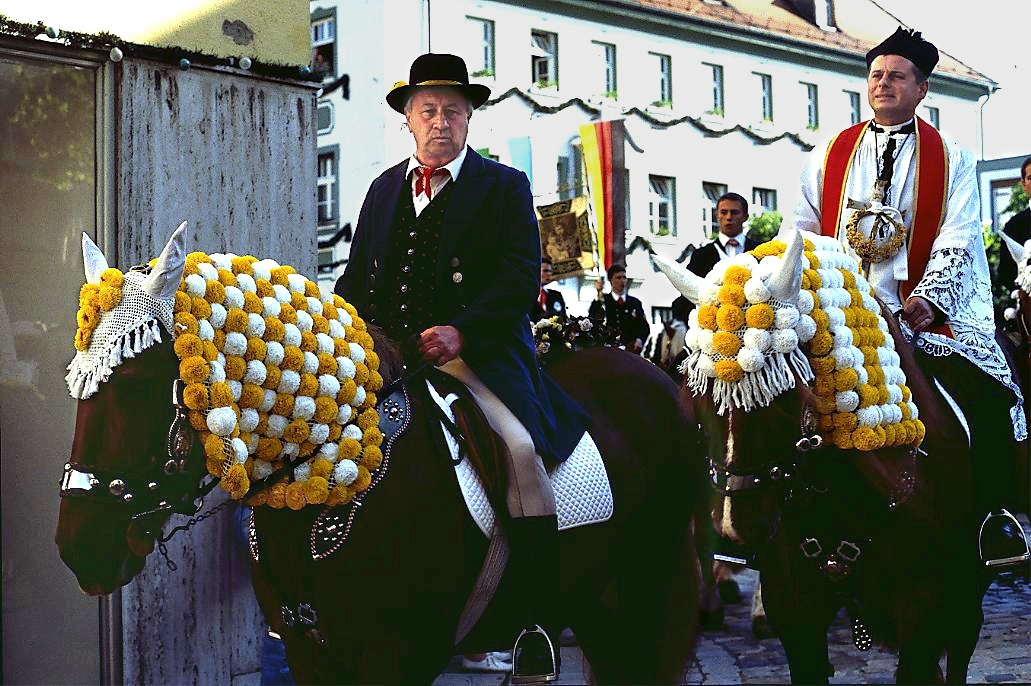
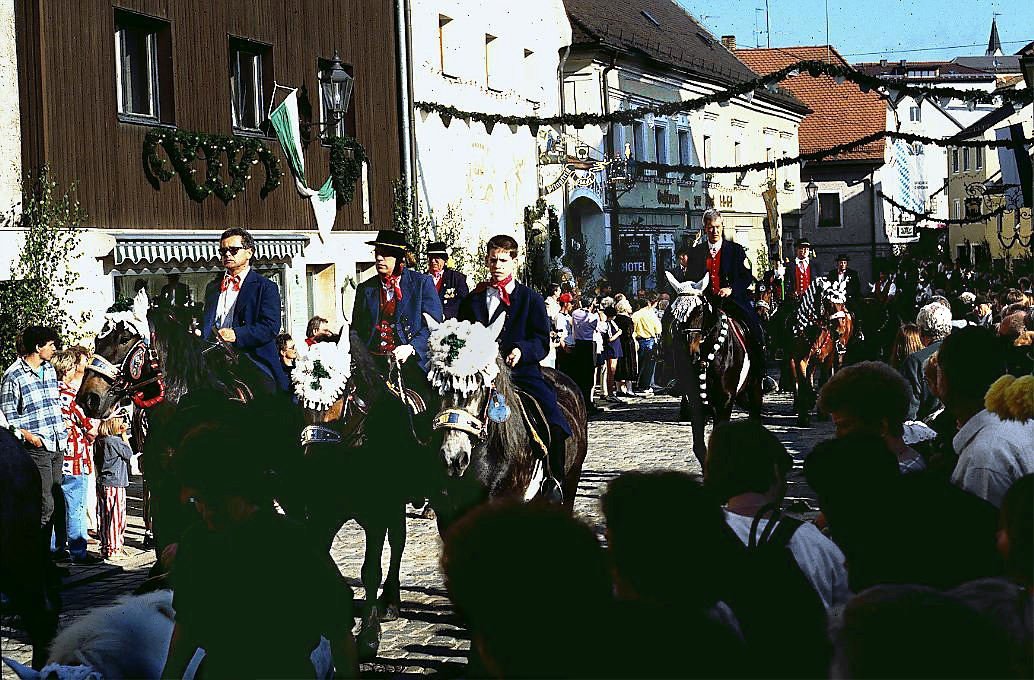
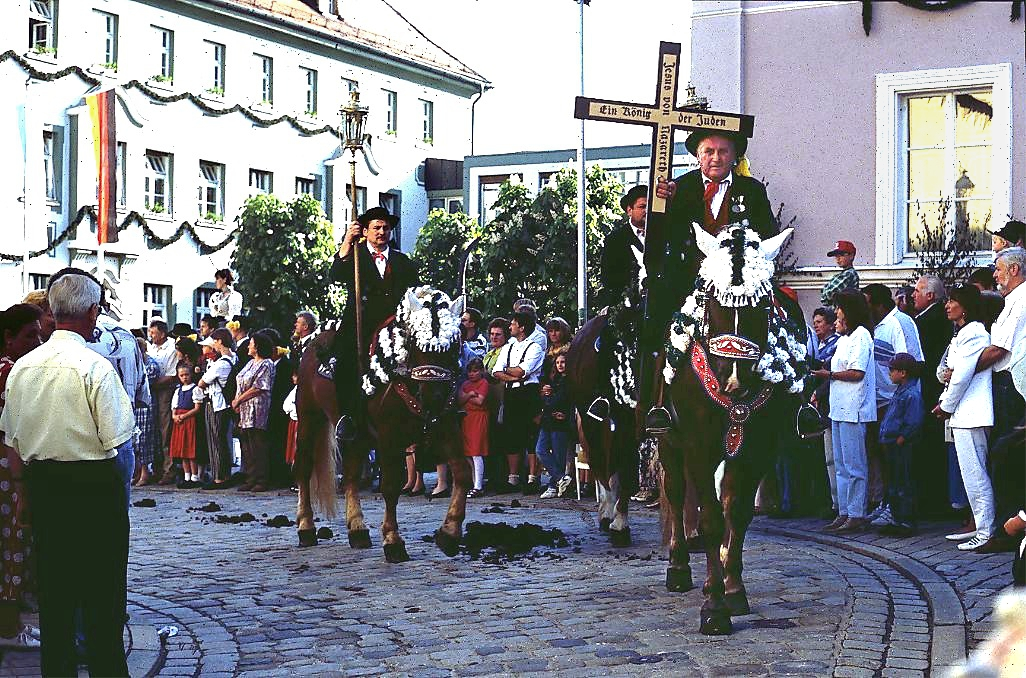

## Nevezetességek
- Pfarrkirche Mariä Himmelfahrt
- Anna kápolna (Annakapell)
- Rathaus